# Odiel Defraeye

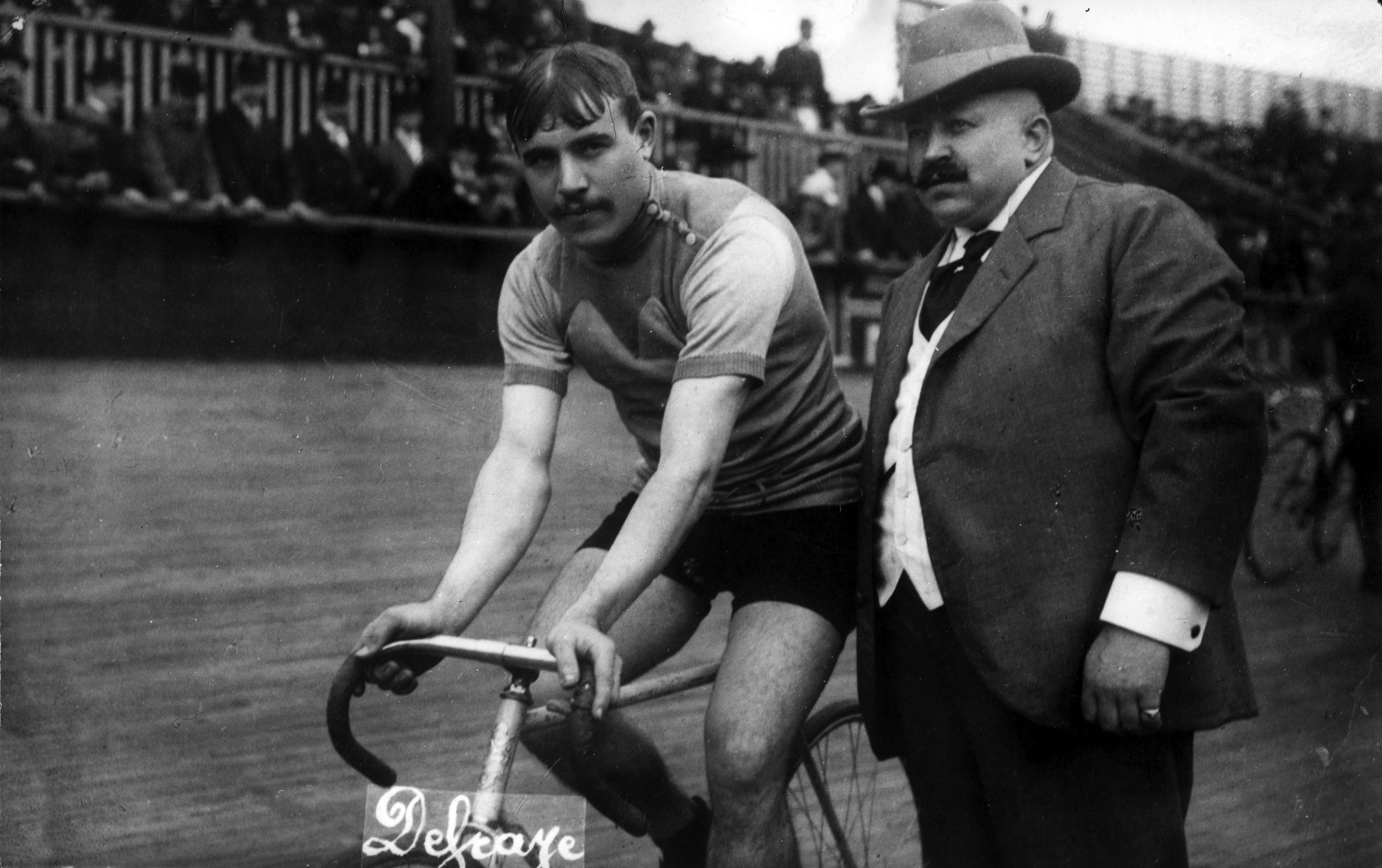
Defraeye op een wielerbaan, plaats en jaartal onbekend.

Odiel (‘Fraye' of 'Frayke’) Defraeye (veelal geschreven: Odile Defraye) (Rumbeke, 14 juli 1888 – Bierges, 20 augustus 1965) was een Belgisch wielrenner, die actief was van 1902 tot 1924. Hij won als eerste Belg de Tour de France.

## Biografie

### Jeugd
Hij was de zoon van Camiel Defraeye (1860-1931), een arbeider in de steenovens, en Sidonie Sioen. Hij had twee zussen en drie broers. Zijn vader werd getroffen door reuma, waardoor Defraeye vroeg moest beginnen met werken bij een landbouwer in de buurt. Na de lagere school werkte hij bij borstelfabrikant Vandekerckhove-Laleman in Izegem.

### Wielercarrière

#### Amateur
In 1902 reed hij op veertienjarige leeftijd zijn eerste straatkoers en won. Doordat hij niet veel later van zijn bazen in de borstelfabriek als fietskoerier mocht werken, kon hij trainen op zijn werk. Zijn grote voorbeeld was Cyrille Van Hauwaert. In 1908 was hij uitgeloot om gedurende twee jaar zijn militaire dienstplicht te doen. In tussentijd slaagde hij er toch nog in om deel te nemen aan wedstrijden. Datzelfde jaar besloot hij om ook deel te nemen aan grotere wedstrijden.
Vanaf 1908 reed hij grotere wedstrijden. Hij boekte zijn eerste belangrijke overwinning in dat jaar door als eerste over de streep te komen in de Ronde van Vlaanderen voor amateurs. Vanwege zijn succes kon hij in 1909 beroepsrenner worden.

#### Beroepsrenner
In 1909 ging hij voor het eerst naar de Tour. Hij trad er aan als enkeling, maar steunde eigenlijk Van Hauwaert. Hij moest na de tweede rit opgeven. Datzelfde jaar komt hij ook als eerste over de meet in het Kampioenschap van Vlaanderen en klopte zo Leon Buysse en Henri van Lerberghe.
Alcyon, fietsenfabrikant en sponsor van de gelijknamige wielerploeg, hoopte in die periode een afzetmarkt in België te creëren. Odiel Defraeye was omwille van zijn prestaties het geschikte uithangbord. Hij kreeg een contract aangeboden voor het seizoen van 1911. Datzelfde jaar werd hij Belgisch kampioen in Bastenaken. Op een heuvelachtig parcours klopte hij Masselis en Van Hauwaert.
In de Ronde van België 1912 werd Odiel eerste voor Henri Pélissier en Lucien Mazan. Zijn overwinning zorgde ervoor dat hij bij Alcyon een selectie voor de Ronde van Frankrijk kon afdwingen. Doordat hij in aanloop naar de Ronde werd opgeroepen door het leger om in de omgeving van Luik sociale protesten neer te slaan, overwoog de ploeg om hem niet te laten starten. Een telegram waarin Alcyons grootste verdeler in België dreigde met het stopzetten van de verkoop, indien Defraeye niet mocht deelnemen, gaf de doorslag. Hij mocht vertrekken naar Frankrijk.
Het was nog maar zijn tweede deelname waardoor hij ook niet als kopman van het Alcyon team naar Frankrijk trok. Gustave Garrigou kwam als kopman van Alcyon aan de start in de Ronde van Frankrijk. Hij liet het echter afweten in de eerste rist, waardoor Defraeye op de voorgrond kon treden. Het bleef echter tot de achtste etappe spannend tussen Eugène Christophe en Octave Lapize. Christophe mist de goede vlucht en Lapize moet zelfs opgeven. Defraeye rijdt uiteindelijk op 28 juli als eerste Belgische Tourwinnaar het Parc des Princes in Parijs binnen voor Henri Pélissier en Lucien Mazan. Hij zegevierde ook in de tweede, zevende en negende etappe. Zijn overwinning zorgde voor een nooit geziene volkseuforie in België.
De eindoverwinning bracht Defraeye vijfduizend frank prijzengeld op. Het nieuwe contract met Alcyon bracht 1200 frank per maand in het laatje en bood een bonus mocht hij een nieuwe Tourzege behalen van 18 000 frank. Met het geld dat hij al bij elkaar gewonnen had, kocht hij een hectare grond in Rumbeke waar hij startte met de bouw van zijn woning en Café des Sports.
In 1913 won hij Milaan-San Remo waarmee hij zijn koppositie versterkte binnen de Alcyon ploeg. In negen maanden tijd had hij de Ronde van België, de Tour en la Primavera gewonnen. Door een loslopende hond kon hij Parijs-Roubaix van dat jaar niet winnen. In de Tour van 1913 ging hij van start met een dijblessure en moest tijdens de zesde etappe, de eerste bergrit, opgeven.
Voor de Tour van 1914 probeerde Alcyon, onder impuls van Defraeye, Belgische wielrenners weg te kopen bij Peugeot. Enkel Marcel Buyze maakte de overstap, Philippe Thys bleef. Thys zal dat jaar de Ronde winnen, terwijl Defraeye door een zevenoog op het achterwerk moest opgeven tijdens de tiende etappe.
Na de Tour brak de Eerste Wereldoorlog uit en moest ook Defraeye aan de slag als militair. Hij diende als foerier van het zesde linieregiment waarbij hij voor de aan- en afvoer van militair materieel moest zorgen. Door zijn statuut als Tourwinnaar was het voor hem makkelijker om de oorlog veilig door te komen. Zijn café in Rumbeke werd door de Duitsers ingenomen, omdat het dicht bij het vliegveld aan het Kaasterkasteel lag.
Na de oorlog herstelde Defraeye zijn huis en legde een aarden wielerpiste achter zijn huis aan. Met zijn wielercarrière ging het bergafwaarts. Hij reed nog een paar keer de Tour maar speelde geen rol van betekenis meer. Er was een nieuwe generatie van vooral Waalse ronderenners met Heusghem, Sellier, Scieur en Lambot. In de Tour van 1924 moest hij zelfs aan de slag als renner van tweede categorie. Uiteindelijk stopte hij datzelfde jaar nog met wielrennen.

### Na het wielrennen
Nadat hij gestopt was met wielrennen betonneerde hij de wielerpiste achter zijn huis om te kunnen concurreren met de andere velodrooms in de buurt. Op deze manier slaagde hij erin om nog steeds mensen naar zijn woning te trekken. In 1927 verkocht hij zijn huis en piste en trok naar een domein met 120 hectare in Buncey, bij Châtaillon, waar hij als landbouwer door het leven ging. Twee jaar later, in 1929, keerde hij terug naar België om aan de kust verschillende horecazaken open te houden. Na de dood van zijn vrouw haalde zijn zoon, Daniël, hem in huis in Brussel.

### Dood
Door overmatig drankgebruik had Defraeye verschillende beroertes gehad en liep daarbij spraakverlamming op. Het werd te moeilijk voor zijn zoon om voor hem te zorgen, waardoor hij naar een kasteeltje in Bierges werd overgebracht waar ze hem verzorgden. Daar overleed hij in 1965 en ligt er ook begraven.

## Nagedachtenis
Hij kreeg in 2006 een eigen straatnaam in een wijk in Rumbeke die naar lokale wielrenners werd genoemd. Op 30 juni 2012 werd voor hem een monument opgericht op het Kerkplein van Rumbeke, ter ere van de honderdjarige verjaardag van zijn Tourzege. Dit kwam er onder impuls van de in 2010 opgerichte Vrienden van Odiel waarvan CD&V-politicus Dirk Lievens het voortouw nam. Aan de hand van verschillende activiteiten werd door de plaatselijke bevolking geld ingezameld om het standbeeld te kunnen realiseren. Tijdens de verkiezing van 'Het talent van Roeselare' of de grootste Roeselarenaar in 2013 werd hij 23ste. De velodroom die achter zijn vroegere herberg stond werd na de heropbouw 'Wielerpiste Defraeye-Sercu' genoemd, naar hem en de wielrenners Albert Sercu en Patrick Sercu.

### 'De Fraaie Odiel'
Een eeuw na zijn Tourzege en tijdens de editie van 2012 stond Odiel Defraeye dagelijks in de belangstelling tijdens het programma Tour 2012, Vive le vélo, een avondprogramma op één dat gepresenteerd werd door Karl Vannieuwkerke. Een van de items handelde over de bewuste renner, telkens werd het miniatuur De fraaie Odiel toegekend aan een opmerkelijk iemand in de Tour.

#### Winnaars 'de fraaie Odiel'
- 29 juni 2012: Daniel Mangeas
- 30 juni 2012: Brett Lancaster
- 1 juli 2012: Dries Devenyns
- 2 juli 2012: Anthony Roux
- 3 juli 2012: Michael Mørkøv
- 4 juli 2012: Wilfried Vyncke
- 5 juli 2012: Rob Goris
- 6 juli 2012: Johan Vansummeren
- 7 juli 2012: Luis León Sánchez
- 8 juli 2012: Jurgen Van den Broeck
- 9 juli 2012: Jens Voigt
- 10 juli 2012: Niet uitgereikt
- 11 juli 2012: Peta Todd
- 12 juli 2012: Rabobank (wielerploeg)
- 13 juli 2012: Kris Boeckmans
- 14 juli 2012: Edvald Boasson Hagen
- 15 juli 2012: Jean-Christophe Péraud
- 16 juli 2012: Tyler Farrar
- 17 juli 2012: Thomas Voeckler
- 18 juli 2012: Jan Ghyselinck
- 19 juli 2012: Chris Froome
- 20 juli 2012: George Hincapie
- 21 juli 2012: Chris Anker Sørensen

### Facebookpagina 'Wie is Odiel?'[6]
De Facebookpagina ‘Wie is Odiel?’ werd opgericht naar aanleiding van de honderdjarige verjaardag van Odiel zijn overwinning in de Tour van 1912. De persoon was ondanks de heropleving door het boek van Laitem wat naar de achtergrond verdwenen.  Door de naderende verjaardag van zijn overwinning steeg het belang voor Defraeye opnieuw. Ook eisten verschillende gebieden zowel kort na zijn overwinning als honderd jaar later Odiel als idool op. Onder meer Roeselare, Rumbeke en Izegem claimden hem, maar ook op hoger niveau werd beslag op hem genomen: West-Vlaanderen, Vlaanderen en België. Hij werd daardoor meerdere keren gehuldigd op verschillende plaatsen. In Rumbeke, Oekene en Brussel.

### KOERS Museum van de Wielersport
De aanwezigheid van een wielerheld als Odiel Defraeye was een van de factoren om KOERS. Museum van de Wielersport (Roeselare) op te richten in 1998. Tussen 2012 en 2015 was de grote zaal op de benedenverdieping naar hem vernoemd.

## Uitslagen
1908
- 1ste Ronde van Vlaanderen, amateurs
- 1ste Gent-Brussel-Gent
- 1ste Gent-Blankenberge-Gent
- 1ste kampioenschap van de Union Belge des Sociétés des Sports Athlétiques (UBSSA)
- 1ste Brussel-Leuven-Brussel
- 1ste Zele-Gent-Dendermonde-Zele

1909
- 2de Kampioenschap van Vlaanderen
- 10de eerste etappe Tour de France
- 4de eerste etappe Ronde van België
- 12de tweede etappe Ronde van België
- 6de Parijs-Roubaix[8]
- 3de in Izegem[10]

1910
- 1ste Kampioenschap van Vlaanderen - Koolskamp
- 12de Parijs-Menen

- 9de eerste etappe Ronde van België
- 19de tweede etappe Ronde van België
- 15de derde etappe Ronde van België

1911
- Belgisch Kampioenschap op de weg, Elite
- 17de Parijs-Tours[12]

- 5de eerste etappe Ronde van België[12]
- 17de tweede etappe Ronde van België[12]
- 6de derde etappe Ronde van België[12]
- 8ste vierde etappe Ronde van België[12]
- 2de vijfde etappe Ronde van België[12]
- 10de zesde etappe Ronde van België[12]
- 20ste zevende etappe Ronde van België[12]
- 6de algemeen klassement Ronde van België[12]

1912
- 2de eerste etappe Ronde van België
- 1ste tweede etappe Ronde van België
- 1ste derde etappe Ronde van België
- 6de vierde etappe Ronde van België
- 5de vijfde etappe Ronde van België
- 1ste zesde etappe Ronde van België
- 1ste zevende etappe Ronde van België
- 1ste Eindklassement Ronde van België

- 14de eerste etappe Ronde van Frankrijk
- 1ste tweede etappe Ronde van Frankrijk
- 2de derde etappe Ronde van Frankrijk
- 3de vierde etappe Ronde van Frankrijk
- 9de vijfde etappe Ronde van Frankrijk
- 2de zesde etappe Ronde van Frankrijk
- 1ste zevende etappe Ronde van Frankrijk
- 4de achtste etappe Ronde van Frankrijk
- 1ste negende etappe Ronde van Frankrijk
- 3de tiende etappe Ronde van Frankrijk
- 6de elfde etappe Ronde van Frankrijk
- 2de twaalfde etappe Ronde van Frankrijk
- 3de dertiende etappe Ronde van Frankrijk
- 4de veertiende etappe Ronde van Frankrijk
- 5de vijftiende etappe Ronde van Frankrijk
- 1ste Eindklassement Ronde van Frankrijk
- 1ste bergklassement Ronde van Frankrijk[10]

- 5de Parijs-Roubaix
- 3de Etoile Caroloregienne

1913
- 1ste Milaan-San Remo

- 7de eerste etappe Tour de France
- 3de tweede etappe Tour de France
- 2de derde etappe Tour de France
- 2de vierde etappe Tour de France
- 7de vijfde etappe Tour de France

- 2de eerste etappe Ronde van België
- 5de tweede etappe Ronde van België
- 7de derde etappe Ronde van België

1914
- 4de eerste etappe Ronde van België
- 4de tweede etappe Ronde van België
- 11de derde etappe Ronde van België
- 5de vierde etappe Ronde van België
- 2de vijfde etappe Ronde van België
- 1ste zesde etappe Ronde van België
- 4de zevende etappe Ronde van België
- 4de algemeen klassement Ronde van België
- 13de eerste etappe Tour de France
- 4de tweede etappe Tour de France
- 4de derde etappe Tour de France
- 16de vierde etappe Tour de France
- 2de vijfde etappe Tour de France
- 8ste zesde etappe Tour de France
- 6de zevende etappe Tour de France
- 15de achtste etappe Tour de France
- 48ste negende etappe Tour de France

1919
- 28ste eerste etappe Tour de France
- 13de tweede etappe Tour de France
- 22ste derde etappe Tour de France

1920
- 22ste eerste etappe Ronde van België
- 34ste eerste etappe Tour de France
- 35ste tweede etappe Tour de France

1921
- 24ste eerste etappe Ronde van België
- 5de tweede etappe Ronde van België
- 8ste derde etappe Ronde van België
- 1ste vierde etappe Ronde van België
- 3de vijfde etappe Ronde van België
- 6de algemeen klassement Ronde van België
- 35ste Parijs-Roubaix

1924
- 38ste eerste etappe Tour de France
- 45ste tweede etappe Tour de France
- 35ste derde etappe Tour de France
- 41ste vierde etappe Tour de France
- 43ste vijfde etappe Tour de France

## Resultaten in voornaamste wedstrijden
Eindklasseringen in grote rondes, met tussen haakjes het aantal etappeoverwinningen.
| Jaar | Ronde van Italië | Ronde van Frankrijk | Ronde van Spanje |
| ---- | ---------------- | ------------------- | ---------------- |
| 1909 |                  | opgave              |                  |
| 1910 |                  |                     |                  |
| 1911 |                  |                     |                  |
| 1912 |                  | ↑ (3)               |                  |
| 1913 |                  | opgave              |                  |
| 1914 |                  | opgave              |                  |
| 1919 |                  | opgave              |                  |
| 1920 |                  | opgave              |                  |
| 1921 |                  |                     |                  |
| 1922 |                  |                     |                  |
| 1923 |                  |                     |                  |
| 1924 |                  | opgave              |                  |

| Jaar | Milaan-San Remo | Parijs-Roubaix |
| ---- | --------------- | -------------- |
| 1909 |                 |                |
| 1910 |                 |                |
| 1911 |                 |                |
| 1912 |                 | 5e             |
| 1913 | ↑               |                |
| 1914 |                 |                |
| 1919 |                 |                |
| 1920 |                 |                |
| 1921 |                 | 35e            |
| 1922 |                 |                |
| 1923 |                 |                |
| 1924 |                 |                |